# Chiesa del Voto
La chiesa del Voto è una chiesa del comune di Modena. Sorge in via Emilia centro, di fronte a corso Duomo.

## Storia e descrizione

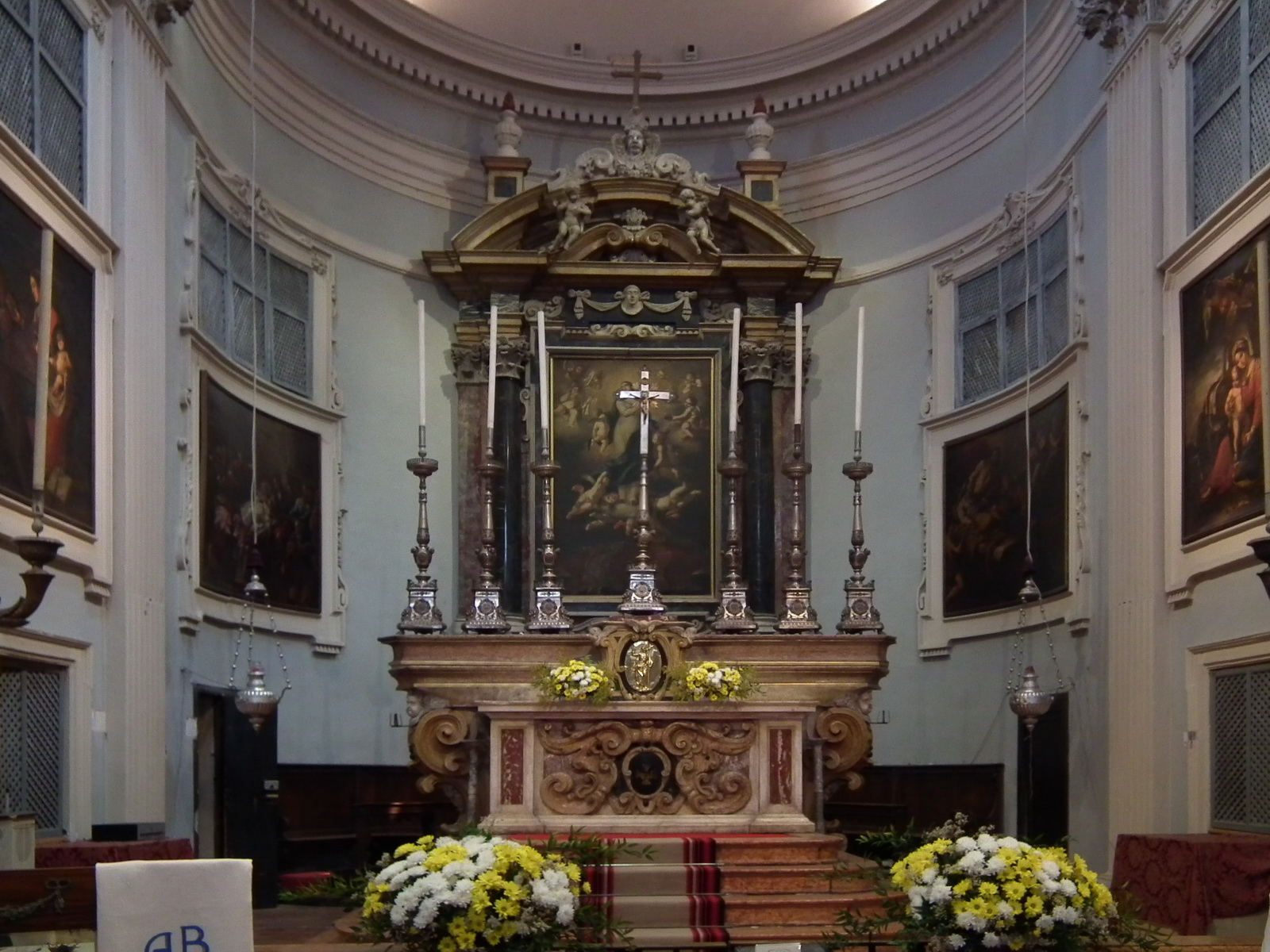
Altare

La chiesa prende il nome dal voto fatto nel 1630 dal Comune modenese e dal duca Francesco I d'Este, quando la città fu devastata dalla terribile peste che, secondo un cronista, giunse a causare fino a duecento morti al giorno. Il voto del Comune fu appunto di costruire, se e quando fosse cessata l'epidemia, una chiesa che, per interessamento del duca (durante la peste rifugiatosi con la corte sulle colline del Reggiano), fu dedicata alla Madonna della Ghiara, protettrice di Reggio Emilia (che, a differenza di Modena, fu soltanto sfiorata dall'epidemia).
Non appena questa finì, a mantenimento del voto, su disegno dell'architetto modenese Cristoforo Malagola detto Galaverna  nel 1634 s'iniziò la costruzione della chiesa in uno stile piuttosto ibrido e sormontata da una cupola. Fu commissionata anche al pittore Lodovico Lana una grande pala che si trova ancora all'interno assieme ad altri dipinti e rappresenta nella parte inferiore scene della peste e in quella superiore la Vergine col Bambino con santi, angeli e su un piatto è l'offerta della città riconoscibile dalle torri del duomo e del palazzo comunale.
Nell'abside è anche una Sacra Famiglia con sant’Antonio da Padova attribuita a Francesco Stringa, al quale spettano le tre figure principali, ma non quella di san Giuseppe, dato che la tela è stata ampliata dopo la sua esecuzione.